# Лебеке
Лебеке (на нидерландски: Lebbeke) е селище в Северна Белгия, окръг Дендермонде на провинция Източна Фландрия. Населението му е около 17 600 души (2006).

## Известни личности
Родени в Лебеке
- Жан-Мари Пфаф (р. 1953), футболист